# Aire d'attraction de Vic-Fezensac
L'aire d'attraction de Vic-Fezensac est un zonage d'étude défini par l'Insee pour caractériser l’influence de la commune de Vic-Fezensac sur les communes environnantes. Publiée en octobre 2020, elle se substitue à l'aire urbaine de Vic-Fezensac, qui comportait 2 communes dans le dernier zonage qui remontait à 2010.

## Définition
L’aire d’attraction d'une ville est composée d’un pôle, défini à partir de critères de population et d’emploi ainsi que d’une couronne constituée des communes dont au moins 15 % des actifs y travaillent. Le pôle d’attraction constitue ainsi un point de convergence des déplacements domicile-travail,.

## Type et composition
L’aire d'attraction de Vic-Fezensac est une aire intra-départementale qui comporte 11 communes dans le Gers.
Elle est catégorisée dans les aires de moins de 50 000 habitants, une catégorie qui regroupe 16,6 % de la population d'Occitanie et 12,2 % au niveau national.

### Carte

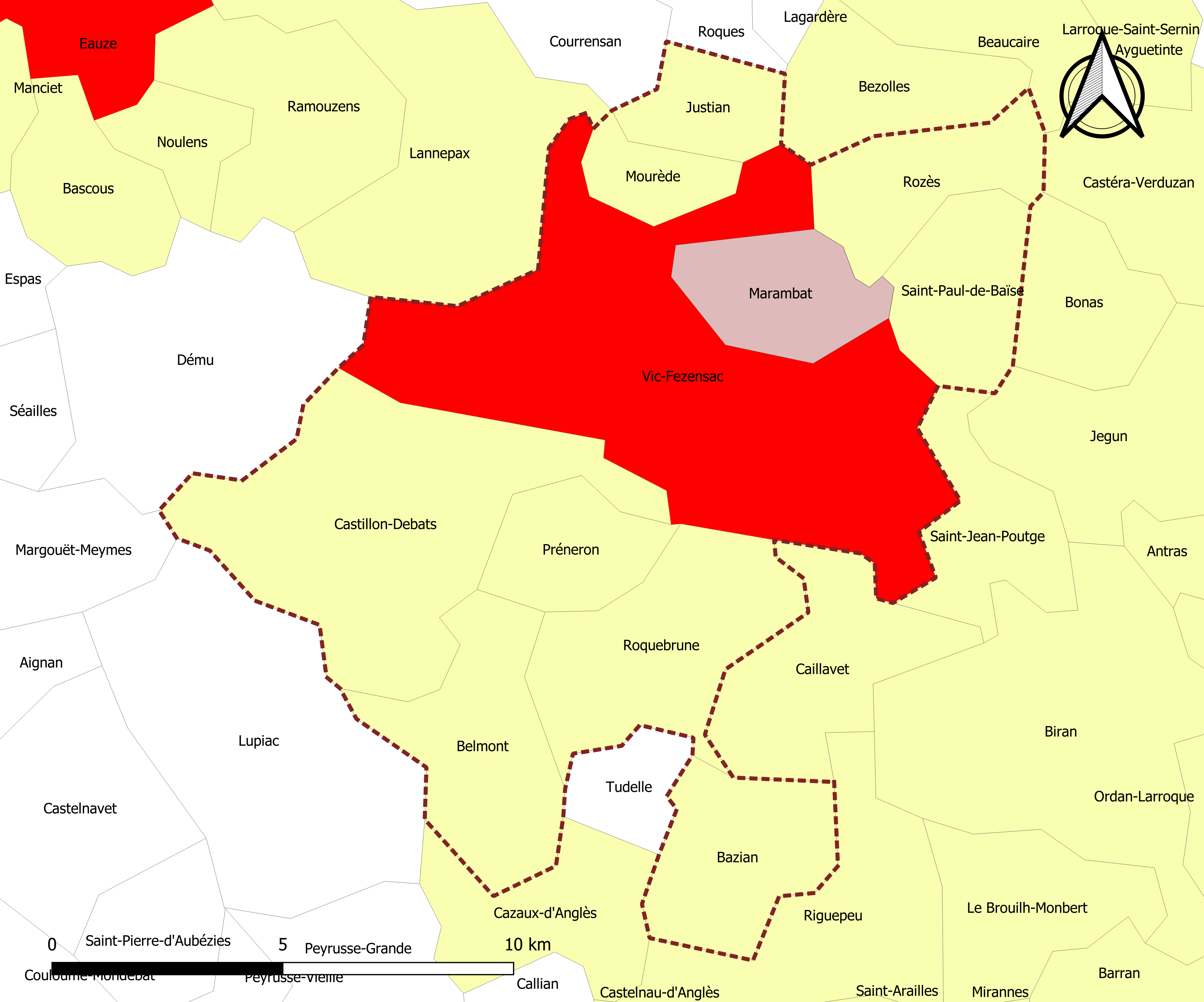
Carte de l'aire d'attraction de Vic-Fezensac.
Commune-centre
Commune du pôle principal
Commune de la couronne

### Composition communale
| Nom                           | Code Insee | Département | Statut                    | Superficie (km2) | Population (dernière pop. légale) | Densité (hab./km2) | Modifier                                    |
| ----------------------------- | ---------- | ----------- | ------------------------- | ---------------- | --------------------------------- | ------------------ | ------------------------------------------- |
| Vic-Fezensac (commune-centre) | 32462      | Gers        | commune-centre            | 53,94            | 3 578 (2022)                      | 66                 | modifier les données · modifier les données |
| Marambat                      | 32231      | Gers        | commune du pôle principal | 9,70             | 424 (2022)                        | 44                 | modifier les données · modifier les données |
| Bazian                        | 32033      | Gers        | commune de la couronne    | 12,71            | 103 (2022)                        | 8,1                | modifier les données · modifier les données |
| Belmont                       | 32043      | Gers        | commune de la couronne    | 15,10            | 150 (2022)                        | 9,9                | modifier les données · modifier les données |
| Castillon-Debats              | 32088      | Gers        | commune de la couronne    | 35,05            | 333 (2022)                        | 9,5                | modifier les données · modifier les données |
| Justian                       | 32166      | Gers        | commune de la couronne    | 6,30             | 107 (2022)                        | 17                 | modifier les données · modifier les données |
| Mourède                       | 32294      | Gers        | commune de la couronne    | 4,88             | 70 (2022)                         | 14                 | modifier les données · modifier les données |
| Préneron                      | 32332      | Gers        | commune de la couronne    | 8,63             | 119 (2022)                        | 14                 | modifier les données · modifier les données |
| Roquebrune                    | 32346      | Gers        | commune de la couronne    | 18,41            | 208 (2022)                        | 11                 | modifier les données · modifier les données |
| Rozès                         | 32352      | Gers        | commune de la couronne    | 10,74            | 113 (2022)                        | 11                 | modifier les données · modifier les données |
| Saint-Paul-de-Baïse           | 32402      | Gers        | commune de la couronne    | 10,10            | 108 (2022)                        | 11                 | modifier les données · modifier les données |